# 애스턴 마틴 DBR22
애스턴 마틴 DBR22(영어: Aston Martin DBR22)는 영국의 자동차 메이커인 애스턴 마틴에서 개발한 스포츠카이다.

## 개요
2022년 8월 16일 페블 비치 콩쿠르 델레강스에서 발표되었으며제조업체의 Q 개인화 부서의 10주년을 기념한다. 애스턴 마틴 DB3S에서 영감을 받아 1959년 르망 24시 레이스에서 우승한 전설적인 애스턴 마틴 DBR1 스포츠 레이싱카에 경의를 표하였다.
DBS 슈퍼레제라와 V12 스피드스터의 5.2리터 V12 엔진을 계승하고 ZF 3 8단 자동 변속기와 짝을 이루고 있다.